# Attulus croceus
Espèce
Attulus croceus est une espèce d'araignées aranéomorphes de la famille des Salticidae.

## Distribution
Cette espèce est endémique de Iran. Elle se rencontre dans les provinces de Téhéran et du Mazandéran.

## Description
La carapace de la femelle holotype mesure 2,03 mm de long sur 1,63 mm et l'abdomen 2,75 mm de long sur 2,00 mm et la carapace du mâle paratype mesure 1,83 mm de long sur 1,35 mm et l'abdomen 1,25 mm de long sur 0,93 mm.

## Systématique et taxinomie
Cette espèce a été décrite par Logunov en 2023.

## Publication originale
- Logunov, 2023 : « On the jumping spiders (Araneae: Salticidae) from Iran collected by Antoine Senglet (1927–2015). » Arachnology, vol. 19, no 4, p. 732-768.